# Secretaria dos Transportes Metropolitanos do Estado de São Paulo
| Secretaria dos Transportes Metropolitanos |                               |
| Rua Boa Vista, 175 - São Paulo, SP        |                               |
| Criação                                   | 16 de julho de 1991 (33 anos) |
| Atual secretário                          | Marco Antonio Assalve         |
| Orçamento                                 | R$ 8 675 735 503,00 (2019)    |

A Secretaria dos Transportes Metropolitanos - STM é responsável pelo planejamento e organização do transporte urbano de passageiros nas cinco regiões metropolitanas paulistas – Região Metropolitana de São Paulo (RMSP), Região Metropolitana da Baixada Santista (RMBS), Região Metropolitana de Campinas (RMC), Região Metropolitana do Vale do Paraíba e Litoral Norte (RMVPLN) e Região Metropolitana de Sorocaba (RMS).
Ela também é responsável por quatro empresas do governo paulista: a Companhia do Metropolitano de São Paulo, a Companhia Paulista de Trens Metropolitanos, a Empresa Metropolitana de Transportes Urbanos e a Estrada de Ferro Campos do Jordão.

## Histórico
Desde os anos 1970, com a administração das linhas de trens urbanos da Fepasa e posteriormente do metrô de São Paulo, o governo paulista se via cada vez mais envolvido com a organização do transporte urbano na Grande São Paulo.
Em 1975, dentro de um projeto de planejamento da Região Metropolitana de São Paulo, o governo criaria a Secretaria de Estado dos Negócios Metropolitanos, que acabaria responsável pelo planejamento e organização dos transportes metropolitanos.
A Secretaria de Negócios Metropolitanos seria substituída em 1988 pela Secretaria de Estado de Habitação e Desenvolvimento Urbano de São Paulo. Até essa época, apenas a EMTU (criada em 1977) e o metrô de São Paulo (repassado pela prefeitura de São Paulo ao estado no final da década de 1970) eram empresas de transporte vinculadas à secretaria.
Em 1991, essa secretaria seria extinta e os transportes da região metropolitana seriam administrados provisoriamente pela Secretaria de Planejamento e Gestão.
A atual secretaria de Transportes Metropolitanos seria criada pela Lei Estadual nº 7.450, de 16 de julho de 1991, sendo inicialmente responsável pela organização do transporte urbano da Região Metropolitana de São Paulo. 

## Secretários
| Secretário                          | Período                                          | Governador                         |
| ----------------------------------- | ------------------------------------------------ | ---------------------------------- |
| Aloysio Nunes Ferreira Filho        | de 23 de julho de 1991 a 29 de maio de 1992      | Luiz Antônio Fleury Filho          |
| Fernando Augusto Cunha              | de 5 de junho de 1992 a 1 de abril de 1993       | Luiz Antônio Fleury Filho          |
| Aloysio Nunes Ferreira Filho        | de 2 de abril de 1993 a 31 de dezembro de 1993   | Luiz Antônio Fleury Filho          |
| Jorge Fagalli Neto                  | de 1 de janeiro de 1994 a 31 de dezembro de 1994 | Luiz Antônio Fleury Filho          |
| Claudio de Senna Frederico          | de 1 de janeiro de 1995 a 6 de agosto de 2001    | Mário Covas Geraldo Alckmin        |
| Jurandir Fernando Ribeiro Fernandes | de 7 de agosto de 2001 a 31 de dezembro de 2006  | Geraldo Alckmin Cláudio Lembo      |
| José Luiz Portella Pereira          | de 1 de janeiro de 2007 a 31 de dezembro de 2010 | José Serra Alberto Goldman         |
| Jurandir Fernando Ribeiro Fernandes | de 1 de janeiro de 2011 a 31 de dezembro de 2014 | Geraldo Alckmin                    |
| Clodoaldo Pelissioni                | de 1 de janeiro de 2015 a 31 de dezembro de 2018 | Geraldo Alckmin Márcio França      |
| Alexandre Baldy de Sant'Anna Braga  | de 1 de janeiro de 2019 a 18 de outubro de 2021  | João Doria                         |
| Paulo José Galli                    | de 19 de outubro de 2021 a 10 de junho de 2022   | João Doria Rodrigo Garcia          |
| Marco Antônio Assalve               | de 10 de junho de 2022 à atualidade              | Rodrigo Garcia Tarcísio de Freitas |